# The Swordsman
The Swordsman è un film canadese-statunitense del 1992 diretto da Michael Kennedy. Il film ha avuto due seguiti Gladiator Cop del 1995 e G2 Time Warrior del 1998.

## Trama
Il detective della Polizia Andrew Garrett che è anche uno schermidore viene incaricato di proteggere l'archeologa Julie Wilkins, unica testimone del furto della leggendaria spada di Alessandro Magno.